# Đinh Bộ Lĩnh
Đinh Bộ Lĩnh (丁部領, postumt namn: Đinh Tiên Hoàng 丁先皇) född 924, död 979, var en vietnamesisk kung och grundare av Dinhdynastin. 
Han föddes i en by vid Röda floden och blev en lokal militär ledare. Han avsatte den sista kungen av Ngodynastin 963 men gifte sig med en kvinna från denna familj för att skapa ett bredare stöd för sin dynasti. För att undvika konflikt med songdynastin betalade han tribut till den kinesiska kejsaren. Đinh Bộ Lĩnh mördades av en kunglig tjänare och efterträddes av sin sexårige son Đinh Tue. Han gifte sedan om sig med Dương Vân Nga.